# Favolaschia pezizoidea
Favolaschia pezizoidea är en svampart som först beskrevs av Berk. & M.A. Curtis, och fick sitt nu gällande namn av Narcisse Theophile Patouillard 1892. Favolaschia pezizoidea ingår i släktet Favolaschia och familjen Mycenaceae.   Inga underarter finns listade i Catalogue of Life.